# Saíde Adaulá
Abu Alfadail Saíde Adaulá foi o terceiro governante hamadânida do Emirado de Alepo. Sucedeu seu pai Sade Adaulá em 991, mas por todo seu reinado o poder permaneceu nas mãos do antigo camareiro de Sade, Lulu, o Velho, cuja filha Saíde foi casado. Em seu reinado o Califado Fatímida repetidamente tentou conquistar Alepo, mas foi impedido apenas pela intervenção do Império Bizantino. A guerra durou até 1000, quando um tratado de paz foi concluído, garantindo a existência de Alepo como Estado-tampão entre os dois poderes. Finalmente, em junho de 1002, Saíde morreu, possivelmente envenenado por Lulu, e Lulu assumiu o controle de Alepo em seu nome.

## Vida e reinado

Árvore genealógica dos hamadânidas

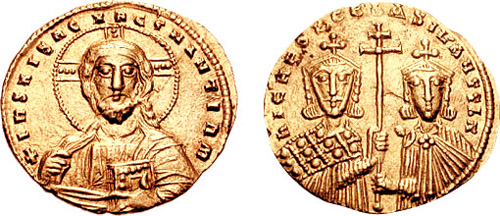
Histameno de r. e r.

O pai de Saíde, Sade Adaulá, conseguiu com dificuldade assegurar algum controle sobre seus domínios e manteve uma autonomia precária ao manobrar entre o Império Bizantino o Califado Fatímida do Egito, e o Império Buída no Iraque, alternando entre guerra e reconhecendo a suserania de cada um dos poderes. O uma vez orgulhoso emirado, que sob Ceife Adaulá, avô de Saíde, incluía todo o norte da Síria e boa parte da Jazira, agora foi reduzido à região em torno de Alepo. A posição doméstica de Sade era precária, e seu Estado estava empobrecido e militarmente impotente. Depois da paz bizantino-fatímida de 987-988, veio a depender novamente dos bizantinos, e foram as tropas bizantinas que ajudaram-no a derrotar uma tentativa patrocinada pelos fatímidas para tomar Alepo conduzida pelo antigo governador hamadânida Baquejur em abril de 991.
Após a morte de Sade Adaulá em dezembro de 991, seu jovem filho Abu Alfadail, conhecido pelo lacabe de "Saíde Adaulá", tornou-se emir. Saíde estava sob a influência de seu ministro-chefe e mais tarde sogro Lulu, o Velho, que continuou a apoiar a aliança com os bizantinos. Muitos de seus rivais, ressentindo seu poder, desertaram à morte de Sade para os fatímidas, que agora recomeçaram seus ataques contra Alepo. Como M. Canard escreve, "a história do reinado [de Saíde Adaulá] é quase exclusivamente aquela das tentativas do Egito fatímida de ganhar o Emirado de Alepo, que foram antagonizadas pelo imperador bizantino".
Encorajado pelas deserções hamadânidas, o califa Alaziz lançou um primeiro ataque em 992, sob o governador de Damasco, o turco Manjutaquim. O general invadiu o emirado, derrotou em junho uma força bizantina sob o duque de Antioquia Miguel Burtzes e liderou o cerco de Alepo. Ele falhou em conduzir com vigor o cerco, e a cidade foi facilmente capaz de resistir até, na primavera de 993, após 13 meses de campanha, Manjutaquim ser forçado a retornar para Damasco devido a falta de suprimentos. Na primavera de 994, Manjutaquim lançou outra invasão, novamente contra Burtzes na Batalha do Orontes, tomou Homs, Apameia e Xaizar e sitiou Alepo por 11 meses. O bloqueio foi mais efetivo desta vez e logo causou uma severa falta de suprimentos. Saíde Adaulá sugeriu a rendição para Manjutaquim, mas a determinação de Lulu permitiu aos defensores resistirem até a chegada súbita de Basílio II (r. 976–1025) na Síria em abril de 995. Basílio, que estava conduzindo campanha na Bulgária, respondeu aos apelos hamadânidas por ajuda, e cruzou a Ásia Menor em apenas 16 dias como chefe de um exército de 13 000 homens; sua chegada causou pânico no exército fatímida: Manjutaquim incendiou seu acampamento e retirou-se para Damasco sem luta.

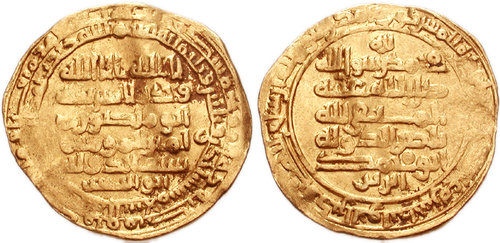
Dinar de Ceife Adaulá r.

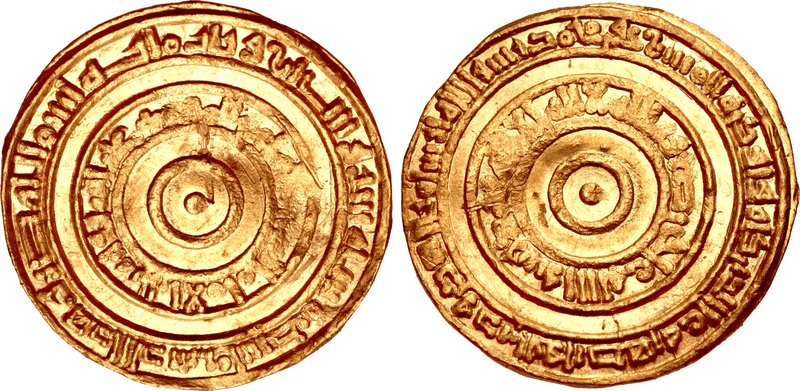
Dinar do califa Alaziz r.

Saíde e Lulu apareceram diante do imperador em pessoa como sinal de gratidão e submissão, e em troca ele removeu o pagamento de tributo anual. O interesse de Basílio na Síria era limitado, contudo, e logo após uma breve campanha na qual conduziu um ataque infrutífero contra Trípoli, retornou para Constantinopla. Alaziz, por outro lado, preparou-se para uma grande guerra contra os bizantinos, mas seus preparativos foram interrompidos com sua morte em outubro de 996. A contenda bizantino-fatímida sobre a Síria continuou, com sucessos alternados. Em 995, Lulu fez termos com Alaziz e reconheceu-o como califa, e por alguns anos a influência fatímida sobre Alepo cresceu. Em 998, Lulu e Saíde tentaram tomar a fortaleza de Apameia, mas foram frustrados pelo novo duque bizantino, Damião Dalasseno. A derrota e morte de Dalasseno em batalha com os fatímidas logo depois causou outra intervenção de Basílio no ano seguinte, que estabilizou a situação e fortaleceu a segurança de Alepo ao colocar uma guarnição bizantina em Xaizar. O conflito terminou com outro tratado em 1001 e a conclusão de uma trégua por 10 anos.
Em janeiro de 1002, Saíde morreu, embora segundo a tradição relatada por ibne Aladim, foi envenenado por uma de suas concubinas em nome de Lulu. Junto com seu filho Almançor, Lulu assumiu o poder direto, de início como guardião ostensivo de Alboácem Ali e Abu Almali Xarife, filhos de Saíde, até 1003/1004, quando exilou-os no Egito. Ao mesmo tempo, um dos irmãos de Saíde, Abu Alhaija, fugiu, disfarçado de mulher, à corte bizantina. Lulu foi um governante capaz que manteve a balança entre o Império Bizantino e o Califado Fatímida, mas depois de sua morte em 1008/1009, Alepo gravitou consideravelmente em direção ao último. Uma tentativa de restauração fatímida, liderada por Abu Alhaija, falhou, e em 1015/1016 Almançor ibne Lulu foi deposto, terminando os últimos vestígios do governo hamadânida em Alepo.